# Principio de Saint-Venant

Esquema de las tensiones longitudinales en un prisma solicitado por fuerzas puntales. Cerca de los extremos la distribución no es uniforme, pero hacia el centro de la sección los esfuerzos tienden a ser exactamente iguales a los que se habrían obtenido bajo cargas uniformemente distribuidas, y estáticamente equivalentes a las cargas puntuales.

El principio de Saint-Venant, llamado así por el físico matemático Jean Claude B. Saint-Venant, en el contexto de la teoría de la elasticidad puede enunciarse como:

"... la diferencia entre los efectos de dos sistemas de cargas estáticamente equivalentes se hace arbitrariamente pequeña a distancias suficientemente grandes de los puntos de aplicación de dichas cargas."

Es decir, el principio establece que la equivalencia estática implica asintóticamente la equivalencia elástica.
La formulación original fue publicada en francés por A. J. C. B. Saint-Venant en 1855. Aunque esta formulación informal del principio es bien conocida y usualmente usada por los ingenieros mecánicos, el trabajo matemático más reciente lo ha reformulado ligeramente con el objeto de poder construir una demostración matemáticamente precisa en el contexto de las ecuaciones en derivadas parciales de la teoría de la elasticidad. La afirmación original no es suficientemente precisa para ese objetivo tal como mostró von Mises en 1945.

## Introducción
El principio de Saint-Venant permite en elasticidad aproximar distribuciones de tensiones complicadas o condiciones de contorno débiles por otras más sencillas de tratar matemáticamente, siempre y cuando el contorno esté suficientemente alejado.
El principio de Saint-Venant es análogo al usado en electroestática, donde el campo eléctrico debido a una distribución complicada de cargas, puede ser aproximada por un desarrollo multipolar. De hecho, el teorema de Saint-Venant establece que si la fuerza resultante (momento de orden 0) y el momento resultante (momento de primer orden) para dos sistemas de fuerzas son iguales a grandes distancias el campo de tensiones elásticos a ser iguales asintóticamente. De hecho el principio de Saint-Venant sería equivalente a afirmar que los momentos de orden superior decaen más rápidamente que los de menor orden. Por esa razón, el principio de Saint-Venant puede ser visto como una afirmación sobre el comportamiento asintótico de la función de Green asociada a una carga puntual.

## Demostraciones rigurosas
Desde la publicación del trabajo de Saint-Venant ha existido una gran cantidad de intentos rigurosos de deducir el principio de Saint-Venant a partir de las ecuaciones en derivadas parciales de la teoría de la elasticidad. Ese trabajo ha revelado que ni la forma original en que fue formulado, ni la formulación clásica que hizo Love han podido ser probada. Por esa razón, diversos autores han reformulado ligeramente el principio para poder obtener resultados exactos, y aproximaciones para casos particulares.

### Sólido semi-infinito (Boussinesq, 1885)
Muchas trabajos tempranos citaban a M. J. Boussinesq como el primer autor que había proporcionado una demostración rigurosa del principio. Sin embargo, el trabajo de Boussinesq no demostraba el principio en toda su generalidad sino sólo para un sólido semi-infinito. En concreto Boussinesq demostró que para un sólido semi-infinito, que ocupa la región del espacio con {\displaystyle z\geq 0} cuya superficie está formada por el plano {\displaystyle z=0}, Boussinesq probó que si se coloca una distribución de fuerzas perpendicularmente a un conjunto compacto de la superficie con:

{\displaystyle K\subset B_{\epsilon }(0,0)=\{(x,y)\in \mathbb {R} ^{2}|x^{2}+y^{2}\leq \epsilon ^{2}\}}

Entonces la tensión en un punto (x, y, z) es de orden ε cuando la resultante de fuerzas es cero, y es de orden ε2 cuando también el momento resultante es cero. Sin embargo, el trabajo de Boussinesq no funciona ni siquiera cuando las fuerzas aplicadas tienen componentes tangenciales.
Boussinesq demostró que una fuerza puntual F aplicada en el centro de coordenadas O del sólido semifinito, el vector tensión sobre un elemento de área paralela al plano XY, viene dado por:

{\displaystyle \mathbf {t} ={\frac {3z}{2\pi }}(\mathbf {F} \cdot \mathbf {r} ){\frac {\mathbf {r} }{\|\mathbf {r} \|^{5}}}}

A partir de esa solución puede construirse la función de Green asociada a una distribución de fuerzas, ya que si la fuerza está aplicada en un punto A = (x0, y0, 0) las mismas fórmulas son usables, pero trasladando la solución (es decir, reemplazando x por x – x0 e y por y – y0). Si se consideran n fuerzas puntuales en puntos {\displaystyle {\bar {\mathbf {r} }}^{(\alpha )}=({\bar {x}}_{1}^{(\alpha )},{\bar {x}}_{2}^{(\alpha )},{\bar {x}}_{3}^{(\alpha )})} de un disco de radio ε centrado en el origen, y se suman las tensiones probadas por todas ellas puede probarse que la tensión normal media en un punto cualquiera del sólido semi-inifito viene dada por:

{\displaystyle {\bar {\sigma }}=-\left({\frac {1+\nu }{3\pi }}\right)\left[\sum _{\alpha =1}^{n}{\frac {x_{i}F_{i}^{(\alpha )}}{r^{3}}}+\sum _{\alpha =1}^{n}(3x_{i}x_{j}-\delta _{ij}x_{k}x_{k}){\frac {{\bar {x}}_{i}^{(\alpha )}F_{j}^{(\alpha )}}{r^{5}}}+\dots \right]}

En la expresión anterior se usado en convenio de sumación de Einstein. Obviamente si la fuerza resultante es cero el primer sumando del anterior sumatorio se anula, y si el momento resultante es cero también se anula el segundo, y por tanto el decaimiento de la tensión con r es aún mayor.
Si bien todos estos resultados corroboran el principio de Saint-Venant para sólidos de grandes dimensiones en comparación con la aplicación de las cargas, no constituyen una prueba general del principio de Saint-Venant para sólidos de forma cualquiera, ni siquiera para prismas mecánicos de longitud arbitraria.

### Contraejemplos en sólidos finitos (Von Mises, 1945)
El artículo de Von Mises (1945) sobre el principio de Saint-Venant analiza un cuerpo de dimensiones finitas, concretamente un disco bidimensional de radio R, y un conjunto de cargas superficiales sobre el contorno. Von Mises demostró en su artículo que las tensiones en el centro del círculo son de la forma:

{\displaystyle \sigma _{ij}={\frac {1}{\pi R}}\sum _{\alpha }\beta _{ij}^{(\alpha )}F^{(\alpha )}}

De manera similar a lo que demostró Boussinesq, Von Mises probó que si se considera otro conjunto de fuerzas aplicadas en puntos cercanos, entonces la tensión en el centro que son de orden 1/R para unas fuerzas cualesquiera, pero son de un orden menor si la fuerza resultante es cero y más aún si también el momento resultante es cero. Von Mises recoge sus resultados y reformula el principio de Saint-Venant en los siguientes términos:

(a) Si un sistema de cargas sobre un cuerpo adecuadamente soportado, todas aplicadas en puntos de la superficie dentro de una esfera de diámetro ε, tienen la suma vectorial cero, producen en un punto interior P del cuerpo un valor de deformación o tensión σ de el orden de magnitud ε.
(b) Si las cargas, además de tener la suma vectorial cero, cumplen tres condiciones adicionales para formar un sistema de equilibrio dentro de la esfera de diámetro ε, el valor σ producido en P seguirá siendo, en general, de el orden de magnitud ε.
(c) Si las cargas, además de ser un sistema en equilibrio, satisfacen tres condiciones más para formar un sistema en equilibrio estático, entonces el valor σ producido en P será del orden de magnitud ε2  o más pequeño. En particular, si las cargas aplicadas a un área pequeña son paralelas entre sí y no tangenciales a la superficie y si forman un sistema de equilibrio, también están en equilibrio estático y por lo tanto conducen a una σ del mismo orden.

### Ritmo de convergencia (Toupin, 1965)
R. A. Toupin empieza su artículo de 1965 construyendo un contraejemplo para mostrar como el decaimiento de la tensión de un sistema de fuerzas estáticamente equivalente a cero, debe depender notablemente de la forma de la sección. Y sugiere que las formulaciones más ingenuas del principio pueden ser falsas si se considera una sucesión de sólidos de forma similar y se considera el límite. Su argumentación va dirigida a encontrar ritmos de decaimiento o ritmos de convergencia hacia cero de las tensiones. En ese sentido el principal resultado que demuestra Toupin es que la convergencia hacia cero se da mediante un decaimiento exponencial:
| Sea una pieza prismática de longitud y sección transversal arbitrarias cargada en una de sus bases con un sistema de fuerzas en equilibrio (de fuerza resultante nula y momento resultante nulo). Entonces la energía elástica acumulada U(s) más allá de la sección paralela situada a una distancia s, respecto a la energía total U(0) viene satisface la desigualdad: {\displaystyle U(s)\leq U(0)e^{-{\frac {s-l}{s_{c}(l)}}}} donde: (i) la longitud característica de decaimiento sc(l) viene dada por: {\displaystyle s_{c}(l)={\sqrt {\frac {E^{*}}{\rho \omega _{0}^{2}(l)}}}} (ii) {\displaystyle E^{*}=E_{\max }^{2}/E_{\min }} siendo estos dos últimos el módulo de Young máximo y mínimo a lo largo de las secciones de la pieza. (iii) ρ es la densidad másica del material en la sección {\displaystyle s=l}. (iv) {\displaystyle \omega _{0}(l)} es la frecuencia característica más pequeña de la sección {\displaystyle s=l} del prisma. |

Esta forma no proporciona un límite puntual sino sólo un límite en la norma energética, por lo que Toupin para lograr límites puntuales demuestra el siguiente resultado complementario que en conjunción con el anterior permite aproximar las tensiones:
| Sea una esfera sólida deformada arbitrariamente, y sea {\displaystyle U_{0}} la energía elástica de deformación total. Entonces la deformación en el centro de la esfera siempre satisface la siguiente desigualdad: {\displaystyle \left\|\sum _{i,j}\varepsilon _{ij}^{2}\right\|\leq K{\frac {U_{0}}{V}}} donde V es el volumen de la esfera y K es una constante dependiendo del material. |